# Adolf Hillmann
Adolf Hillmann (* 2. März 1816 auf Gut Nordenthal, Kreis Oletzko, Ostpreußen; † 11. November 1880 ebenda) war Rittergutsbesitzer und Mitglied des Deutschen Reichstags.

## Leben
Hillmann war Gutsherr auf Nordenthal.
Von Mai 1875 bis 1878 war er Mitglied des Deutschen Reichstags für den Reichstagswahlkreis Regierungsbezirk Gumbinnen 6 und die Deutsche Fortschrittspartei. Er errang das Mandat in einer Nachwahl für den Abgeordneten Robert Viktor von Puttkamer und unterlag 1878 dem konservativen Gegenkandidaten George William von Simpson.